# كيث هودجز
كيث هودجز (بالإنجليزية: Keith Hodges)‏ هو سياسي أمريكي، ولد في 6 مايو 1966 في ريتشموند في الولايات المتحدة. حزبياً، نشط في الحزب الجمهوري.